# Corcelles-lès-Cîteaux
 Corcelles-lès-Cîteaux  là một xã ở tỉnh Côte-d’Or trong vùng Bourgogne-Franche-Comté, phía đông nước Pháp. Khu vực này có độ cao từ 199-227 mét trên mực nước biển.